# Сив скорец
Сивият скорец  (Spodiopsar cineraceus) е пойна птица от семейство Скорецови.

## Физически характеристики
Дължината на тялото на сивия скорец е 20 – 24 см. На цвят то е сиво, с бяло и черно оперение.

## Разпространение
Сивият скорец е разпространен в Източна Азия – Русия (от Задбайкалието до Сахалин), Япония, Корея, Североизточен Китай, Източна Япония. През зимата мигриращи птици се срещат и в Южен Китай и Тайван

## Начин на живот и хранене
Гнезди на колонии.